# Allison/Rolls-Royce XJ99
Das Allison/Rolls-Royce XJ99 (Rolls-Royce Werksbezeichnung RB.189) ist ein Leichtbau-Strahltriebwerk der 1960er und 1970er Jahre, das hauptsächlich als Hubtriebwerk in VTOL-Flugzeugen und als Antrieb in STOL-Flugzeugen verwendet werden sollte. Das Triebwerk war eine im Oktober 1965 begonnene, gemeinsame Entwicklung der Detroit Diesel Allison Division der General Motors Corporation mit der Derby Engine Division von Rolls-Royce.

## Geschichte
Die Entwicklung des XJ99 fand im Rahmen einer Vereinbarung zwischen den Regierungen der USA und Großbritannien statt. Die Programmüberwachung wurde vom Aero Propulsion Laboratory der US Air Force und dem britischen Verteidigungsministerium wahrgenommen.
Das angestrebte Ziel bei der Konzeption des XJ99 war eine Erhöhung des Schub-Gewichtsverhältnisses gegenüber den Hubtriebwerken der 1960er Jahre. Rolls-Royce konnte dabei auf die Erfahrungen mit den Hubtriebwerken RB.108 (Schub/Gewicht: 8:1) und RB.162 (Schub/Gewicht: 16:1) zurückgreifen. Daneben wurde auch das für militärisch eingesetzte VTOL-Flugzeuge besonders wichtige Verhältnis von Schub zu Bauvolumen gegenüber den Vorgängern deutlich erhöht. Über den Einsatz als Hubtriebwerk hinaus, konnte das XJ99 auch als nur zeitweilig in Betrieb befindlicher Booster zur Startunterstützung bei konventionellen Flugzeugen verwendet werden.
Ursprünglich sollte das XJ99 als Hubtriebwerk für das von den USA und Deutschland geplante VTOL-Jagdflugzeug AVS dienen, das aber nicht über das Reißbrettstadium hinaus kam. Die Entwicklung wurde jedoch auch danach weitergeführt, und die ersten Prüfstandsläufe des XJ99-RA-1 konnten 1969 durchgeführt werden. Im Jahr 1971 konnte das Erreichen des vorgesehenen Schubs demonstriert werden. Das Interesse an dem Triebwerk nahm 1972 wieder zu, letztlich wurde das Projekt aber aufgegeben.

## Geplante Verwendungen
- Grumman Model 754 VTOL-Drohne[3]
- Fairchild Republic FR-150 VTOL-Strahl-Jagdflugzeug
- EWR/Fairchild AVS Schwenkflügel-VTOL-Jagdflugzeug[4]

## Technische Daten
| Kenngröße                             | Daten (nach Jane’s 1972, S. 673)                                                 |
| ------------------------------------- | -------------------------------------------------------------------------------- |
| Typ                                   | Zweiwellen-Turbojet                                                              |
| Verdichter                            | Zweistufiger Niederdruck-Axialverdichter, vierstufiger Hochdruck-Axialverdichter |
| Brennkammer                           | Ringbrennkammer                                                                  |
| Turbine                               | Einstufige Niederdruck-Axialturbine, einstufige Hochdruck-Axialturbine           |
| Max. Durchmesser                      | 69,5 cm                                                                          |
| Länge                                 | 114,1 cm                                                                         |
| Gewicht (mit Öl und Treibstoffsystem) | 204 kg                                                                           |
| Verhältnis Schub/Gewicht              | 20:1                                                                             |
| Nominaler Schub                       | 40,1 kN (9000 lb)                                                                |